# Edinburgh College of Art
 (février 2025).
Si vous disposez d'ouvrages ou d'articles de référence ou si vous connaissez des sites web de qualité traitant du thème abordé ici, merci de compléter l'article en donnant les références utiles à sa vérifiabilité et en les liant à la section « Notes et références ».
L'Edinburgh College of Art (ECA) est une école d'art de l'Université d'Édimbourg à Édimbourg, en Écosse. L'université compte cinq facultés : art, musique, histoire de l'art, design et architecture. Environ 3 000 étudiants y étudient.

## Histoire
L'école d'art a été fondée en 1760 pour enseigner les arts appliqués dans le centre d'Édimbourg. Au XIXe siècle, l'attention s'est déplacée vers les arts visuels. En 1907, l'école a déménagé dans un nouveau bâtiment, l'emplacement actuel sur Lauriston Place.

## Bâtiments
Le bâtiment principal a été achevé en 1909 selon les plans de l'architecte écossais John Wilson dans le style  Beaux-Arts. Il a été classé monument de catégorie A en 1970. Le bâtiment d'architecture a été construit en 1961 et le bâtiment Hunter en 1977. En 2003, l'Evolution House de neuf étages a été construite pour la bibliothèque et les bureaux.

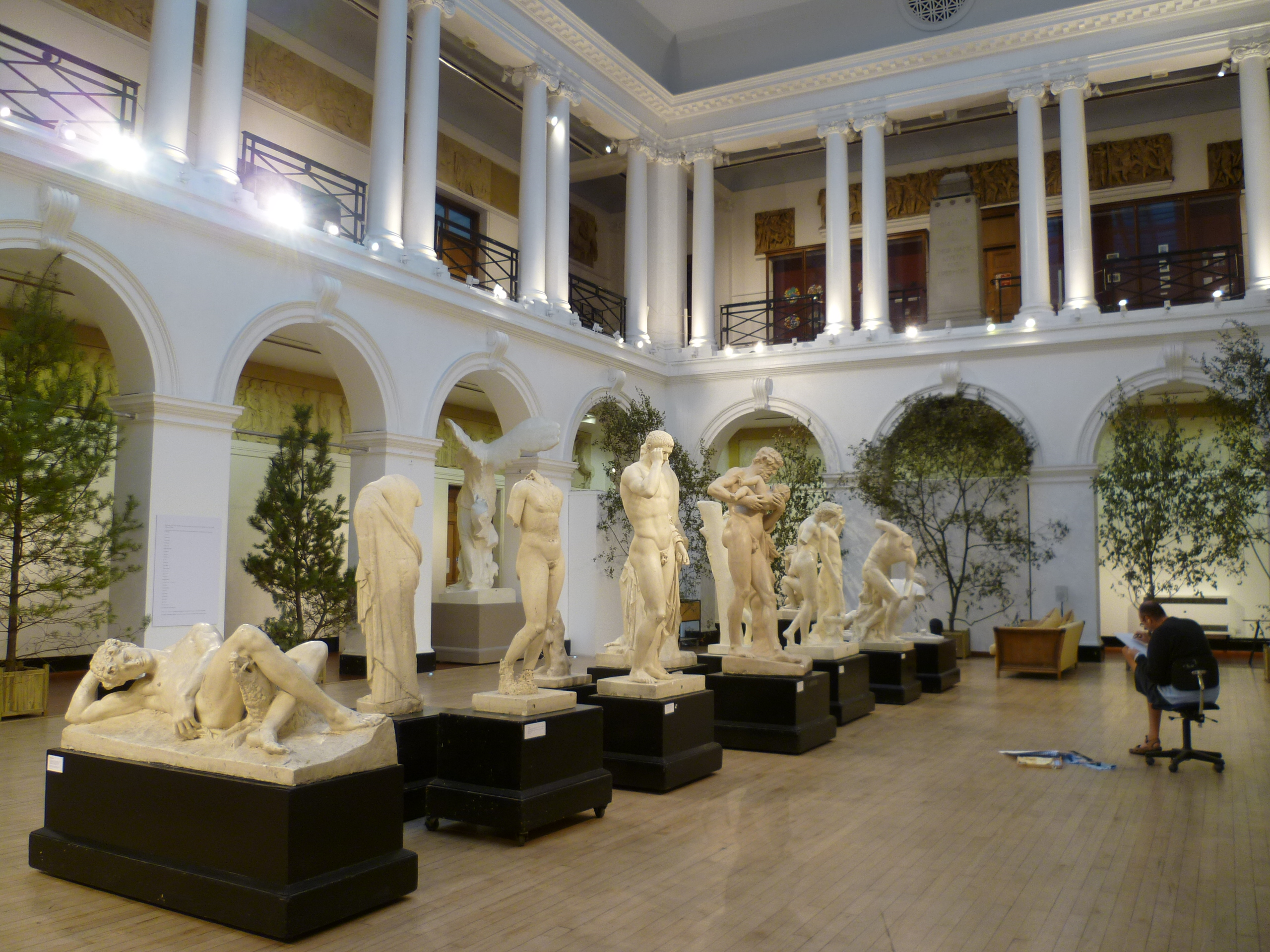
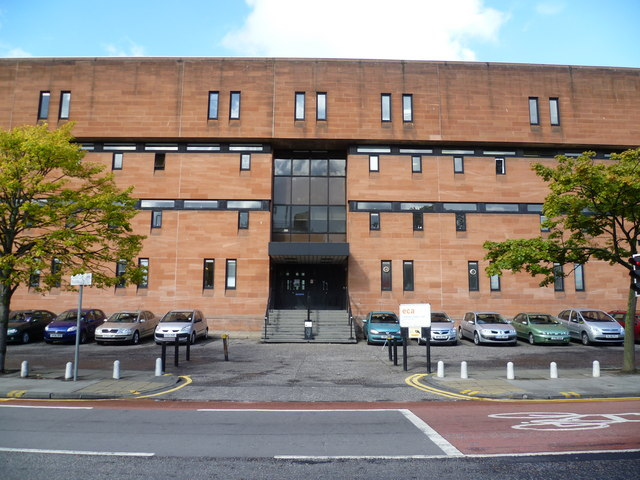
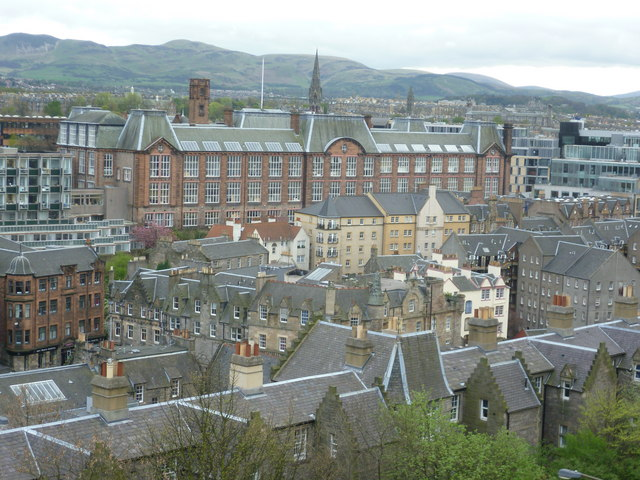